# JiR
JiR är ett roadracingstall som tävlade under namnet JiR Team Scot i MotoGP-klassen.
Stallet staratade verksamhet i MotoGP-klassen 2005 med en förare, japanen Makoto Tamada. Materialet var Honda RC211V-motorcykel med Michelin-däck. Huvudsponsor var Konica/Minolta. En tredje plats var stallets bästa resultat debutåret. Med samma material 2006 lyckades man dock bara få några topp-10-placeringar.
2007 ersatte Shinya Nakano Tamada och med den nya kubikgränsen 800cm3 så bytte man hoj till nya Honda RC212V. Liksom de andra Honda-teamen så fungerade inte den nya hojen som förväntat och säsongen resulterade bara i blygsamma poängplaceringar.
Inför 2008 fusionerade JiR med Team Scot från de lägre kubikklasser och fick på så sätt mer personal och resurser. Team Scot tog också med sig den nya föraren Andrea Dovizioso, världsmästare i 125GP 2004
Jorge Lorenzos värste konkurrent om världsmästaretiteln i 250GP 2006 och 2007. I debutloppet i Qatar tog Dovi och stallet en fin fjärde plats.